# Żeńcy
Żeńcy – utwór literacki Szymona Szymonowica, wydany w zbiorze Sielanki w 1614 roku, niezaliczany jednak do tytułowego gatunku.
Utwór Szymonowica to realistyczny obraz z życia wiejskiego: scena ciężkiej pracy żeńców. Zaprezentowano dialog trojga bohaterów: łagodnej Oluchny, sprytnej Pietruchy oraz Starosty, okrutnego mężczyzny, który nadzoruje prace polowe i pogania żeńców batem.
Pietrucha jest odważną kobietą i ma cięty język. Kiedy Starosta jest w pobliżu, udaje, że śpiewa pieśń pochwalną, gdy dozorca się oddala, złorzeczy mu. Słysząc to, Oluchna stwierdza, że gdyby Starosta o tym wiedział, zbiłby Pietruchę do krwi.
Żeńcy nie są sielanką. Chociaż bowiem prezentują obraz wsi, obnażają wiejskie realia: trud pracy, konflikt pomiędzy żeńcami a Starostą, narzekania, złorzeczenia, kary cielesne stosowane przez okrutnych dozorców. Nie ma tu wsi wyidealizowanej, idyllicznej, do której każdy tęskni. Utwór ten jest więc antysielanką lub inaczej sielanką niekonwencjonalną. Elementami sielankowymi są jedynie pieśń o słońcu śpiewana przez Pietruchę (i sam motyw "pieśni przy pracy") oraz życzenia, jakie składa ona Staroście (choć okazują się obłudne).